# Tischtennisweltmeisterschaft 1985
Die 38. Tischtennisweltmeisterschaft fand vom 28. März bis zum 7. April 1985 in Göteborg (Schweden) in der Mehrzweckhalle Scandinavium statt.
Mikael Appelgren/Ulf Carlsson sorgten mit ihrem Finalsieg gegen die tschechoslowakischen Spieler Jindřich Panský/Milan Orlowski dafür, dass wenigstens ein Titel in Schweden bzw. in Europa blieb. Alle anderen Titel gingen nach China. Auch das schwedische Herrenteam konnte den Heimvorteil nicht nutzen, um die chinesische Mannschaft zu bezwingen und unterlag mit 0:5.

## Austragungsmodus im Mannschaftswettbewerb
Wie bei der vorherigen WM wurde in zwei „Kategorie 1 – Gruppen“ mit jeweils 8 Mannschaften gespielt, dazu kamen zwei „Kategorie 2 – Gruppen“ mit jeweils 8 Mannschaften. Die Mannschaften in Kategorie 1 spielten um die Plätze 1 bis 16, die Teams in Kategorie 2 um die Plätze 17 bis 32.

## Abschneiden der Deutschen

### Mannschaftswettbewerb Herren
Bei der vorherigen WM 1983 war die deutsche Mannschaft aus Kategorie 1 abgestiegen. Sie musste daher in einer Gruppe aus Kategorie 2 antreten. Die bestmögliche Platzierung war daher Rang 17.
Trainer war Charles Roesch. Er musste einige Diskussionen überstehen, die es im Vorfeld um die Nichtnominierung von Peter Stellwag gegeben hatte.
In den Gruppenspielen kam Deutschland nach Siegen gegen Belgien (5:0), Schweiz (5:1), Pakistan (5:2), Schottland (5:1), Niederlande (5:1), Finnland (5:0) und Norwegen (5:0) sowie einer Niederlage gegen Taiwan (2:5) auf Platz 2. In der Zwischenrunde siegte sie gegen den Erstplatzierten der Parallelgruppe aus Kategorie 2 UdSSR mit 5:4. Das „Endspiel“ gegen Taiwan wurde knapp mit 5:4 gewonnen. Somit erreichte die deutsche Herrenmannschaft den optimalen Platz 17 und postwendet den Wiederaufstieg.

### Mannschaftswettbewerb Damen
Damentrainer war Istvan Korpa. Er war mit dem Problem konfrontiert, dass Kirsten Krüger die Teilnahme kurz vor der WM abgesagt hatte und Susanne Wenzel sich nun unter dem Druck als Führungsspielerin sah, dem sie lange Zeit nicht gewachsen war.
Bei den Gruppenspielen in Kategorie 1 verlor die Mannschaft alle Spiele: Niederlande 0:3, CSSR 0:3, Frankreich 1:3, Japan 0:3, Hongkong 0:3, Nordkorea 0:3 und Rumänien 0:3. Damit belegte sie den letzten Platz. In der Zwischenrunde gewann sie etwas überraschend gegen Jugoslawien, den Vorletzten der Parallelgruppe, mit 3:2. Das folgende Spiel um Rang 13 wurde gegen Hongkong mit 1:3 verloren. Somit kam die deutsche Damenmannschaft Platz 14, was den Verbleib in Kategorie 1 bedeutete.

### Herreneinzel
Jörg Roßkopf überzeugte bei seiner ersten WM. Die Qualifikationsrunde überstand er, als er nach einem kampflosen Sieg (der Spieler Freile aus Ekuador war nicht angetreten) gegen den Japaner Takehiro Watanabe und den Kanadier Eddie Lo gewann. Nach weiteren Siegen über den Amerikaner Sean O’Neill und den Israeli Dror Pollak schied er gegen den späteren Dritten Lo Chuen Tsung aus Hongkong aus.
Ebensoweit kam Ralf Wosik. Er qualifizierte sich durch Siege über Harald Schicht (Österreich) und Tah Seng Peong (Malaysia) für die Hauptrunden. Hier gewann er gegen Morten Gustavsen (Norwegen) und den Europameister von 1984, Ulf Bengtsson (Schweden). In der dritten Runde verlor er gegen Chen Xinhua aus China.
Engelbert Hüging scheiterte bereits in der Qualifikation an dem Engländer Skylet Andrew.
Georg Böhm und Wilfried Lieck mussten nicht in der Qualifikationsrunde antreten. Beide scheiterten bereits in der 1. Runde, Böhm gegen den Finnen Jarmo Jokinen und Lieck gegen Jindřich Panský (ČSSR).

### Herrendoppel
Engelbert Hüging tat sich mit dem Österreicher Dietmar Palmi zusammen; er kam im Doppelwettbewerb am weitesten von allen Deutschen. In der Qualifikationsrunde gewannen sie gegen Cho Jong-ho / Hong Sun II (Nordkorea), Alain Bourbonnais / Bao Hguyen (Kanada) und die Inder Sujay Ghorpade / Chandramouli Vaidyanathan. Danach meisterten sie noch die ersten beiden Runden gegen José María Pales / Hesham Caymel Marin Ismail (Spanien) und Ivan Stojanov / Stefan Stefanov (Bulgarien). In Runde 3 waren sie aber gegen die Chinesen Wang Huiyuan / Chen Longcan ohne Chance.
Lieck / Wosik setzten sich in der Qualifikationsrunde durch gegen Richard Seemiller / Brian Masters (USA) und Alan Griffiths / Mark Thomas (Wales). Sie überstanden auch die 1. Runde gegen die Engländer Carl Prean / Skylet Andrew und schieden danach gegen die Südkoreaner Ahn Jae-hyung / Lee Jung-hak aus.
Böhm / Roßkopf mussten zwar nicht in der Qualifikationsrunde antreten, aber sie verloren in Runde 1 gegen die Schweden Stellan Bengtsson / Jonas Berner.

### Dameneinzel
Am weitesten, nämlich bis in die 4. Runde, brachte es Olga Nemes. Nach Siegen gegen Vanja Staleva (Bulgarien), Mirjam Kloppenburg (Niederlande) und Marie Hrachová (ČSSR) wurde sie von der Nordkoreanerin Pang Chung Dok geschlagen.
Susanne Wenzel besiegte Yue Kam Kai (Hongkong) und verlor danach – trotz 18:12-Führung im Entscheidungssatz – gegen Alice Pelikanova (ČSSR). Ebenfalls in der 2. Runde schieden Anke Olschewski und Annette Greisinger aus. Olschewski bezwang zunächst Goh Shwu Fan (Malaysia) und unterlag dann Han Hye Song (Nordkorea), Greisinger scheiterte nach dem Gewinn gegen Licia Vignola (Italien) an der Rumänin Maria Alboiu.

### Damendoppel
Alle deutschen Damendoppel schieden mit dem ersten Match aus. Olschewski / Wenzel verloren gegen Tomoko Shimonaga / Miki Kitsukawa (Japan), Greisinger / Nemes gegen Fliura Bulatowa / Raissa Timofejewa (URS).

### Mixed
Olga Nemes überstand mit ihrem Partner Jörgen Persson die Qualifikationsrunde, da sie gegen Chandramouli Vaidyanathan / Mona Lisa Barua (Indien) siegten. In der Hauptrunde schieden sie aber gegen Xie Saike / Geng Lijuan (China) aus. Genauso weit kamen Wosik / Olschewski, die sich gegen Yves Maas / Carine Risch (Luxemburg) durchsetzten, dann aber von Andrei Masunow (RUS) / Narine Antonyan (Armenien) geschlagen wurden. Roßkopf / Greisinger verloren bereits in der Qualifikationsrunde gegen Giovanni Bisi / Giorgia Zampini (Italien). Böhm / Wenzel mussten nicht in die Qualifikationsrunde. In Runde 1 besiegten sie Stefan Söderberg / Monica Portin (Finnland), danach war gegen Fan Changmao / Jiao Zhimin (China) Schluss.

## Wissenswertes
- Taiwan – offiziell Chinese Taipei – nimmt erstmals an einer Weltmeisterschaft teil. Die Zustimmung von China macht dies möglich.[1]
- Als erfolgreichste Mannschaftsspieler des Turniers erhielten Andrzej Grubba (Polen) und Li Bun-hui (Nordkorea) die JOOLA Trophy.
- Desmond Douglas erhält vom SCI den Richard Bergmann Fair Play Award, weil er im Spiel gegen den Koreaner Kim Song-hui im fünften Satz beim Stande von 16:17 eine Entscheidung des Schiedsrichters korrigierte, als dieser einen Kantenball des Koreaners übersah. Douglas verlor dieses Match.[2]
- Die Chinesin Cao Yanhua erhält vom SCI den Victor Barna Preis.
- Beim parallel stattfindenden ITTF-Kongress wurde beschlossen, dass bei zukünftigen Weltmeisterschaften die Mannschaften nicht mehr nach dem Kategorien-System eingeteilt werden. Stattdessen sollen die Mannschaften in 16 Gruppen eingeteilt werden. Auf- und Abstiege entfallen, stattdessen wird eine Rangliste geführt.[3]
- Der ITTF-Kongress vergibt die Weltmeisterschaften 1989 nach Deutschland.[3]

## Philatelie
Die schwedische Post gab am 14. März 1985 zwei Postwertzeichen zur Weltmeisterschaft heraus (Michel-Katalog Nr. 1326–1327) auf dem die Tischtennisspieler Jan Ove Waldner und Cai Zhenhua abgebildet sind. Dazu gab es einen Ersttagssonderstempel und einen Sonderstempel von Göteborg. Jan Ove Waldner hatte im 0:5 verlorenen Mannschaftsfinale zwei Sätze gewonnen, Mikael Appelgren einen.

## Ergebnisse
Folgende Deutsche nahmen nur an den Individualwettbewerben teil:
- Damen: Olga Nemes (wegen ihrer Emigration aus Rumänien bis November 1985 für Einsätze im Team gesperrt[4])

| Wettbewerb        | Rang | Sieger                                                                                      |
| ----------------- | ---- | ------------------------------------------------------------------------------------------- |
| Mannschaft Herren | 1.   | China (Wang Huiyuan, Xie Saike, Jiang Jialiang, Chen Xinhua, Chen Longcan)                  |
| Mannschaft Herren | 2.   | Schweden (Erik Lindh, Jan-Ove Waldner, Ulf Carlsson, Ulf Bengtsson, Mikael Appelgren)       |
| Mannschaft Herren | 3.   | Polen (Leszek Kucharski, Andrzej Grubba, Andrzej Jakubowicz, Stefan Dryszel, Norbert Mnich) |
| Mannschaft Herren | 17.  | Deutschland (Georg Böhm, Engelbert Hüging, Wilfried Lieck, Jörg Roßkopf, Ralf Wosik)        |
| Mannschaft Herren | 21.  | Österreich (Erich Amplatz, Gottfried Bär, Stanislaw Fraczyk, Dietmar Palmi, Harald Schicht) |
| Mannschaft Herren | 30.  | Schweiz (Thomas Busin, Thierry Miller, Stefan Renold, Martin Singer)                        |
| Mannschaft Damen  | 1.   | China (Geng Lijuan, He Zhili, Tong Ling, Dai Lili)                                          |
| Mannschaft Damen  | 2.   | Nordkorea (Pang Chun-dok, Cho Jong-hui, Li Bun-hui, Han Hye-song)                           |
| Mannschaft Damen  | 3.   | Südkorea (Lee Sun, Lee Soo-ja, Yoon Kyung-mi, Yang Young-ja)                                |
| Mannschaft Damen  | 14.  | Deutschland (Annette Greisinger, Katja Nolten, Anke Olschewski, Susanne Wenzel)             |
| Mannschaft Damen  | 20.  | Österreich (Andrea Krauskopf, Alexandra Leitgeb, Elisabeth Maier, Barbara Wiltsche)         |
| Mannschaft Damen  | 29.  | Schweiz (Monika Frey, Brigitte Hirzel, Beatrice Witte)                                      |
| Herren Einzel     | 1.   | Jiang Jialiang – CHN                                                                        |
| Herren Einzel     | 2.   | Chen Longcan – CHN                                                                          |
| Herren Einzel     | 3.   | Lo Chuen Tsung – HKG                                                                        |
| Herren Einzel     | 3.   | Teng Yi – CHN                                                                               |
| Damen Einzel      | 1.   | Cao Yanhua – CHN                                                                            |
| Damen Einzel      | 2.   | Geng Lijuan – CHN                                                                           |
| Damen Einzel      | 3.   | Dai Lili – CHN                                                                              |
| Damen Einzel      | 3.   | Qi Baoxiang – CHN                                                                           |
| Herren Doppel     | 1.   | Mikael Appelgren/Ulf Carlsson – SWE                                                         |
| Herren Doppel     | 2.   | Jindřich Panský/Milan Orlowski – TCH                                                        |
| Herren Doppel     | 3.   | Fan Changmao/He Zhiwen – CHN                                                                |
| Herren Doppel     | 3.   | Jiang Jialiang/Cai Zhenhua – CHN                                                            |
| Damen Doppel      | 1.   | Dai Lili/Geng Lijuan – CHN                                                                  |
| Damen Doppel      | 2.   | Cao Yanhua/Ni Xialian – CHN                                                                 |
| Damen Doppel      | 3.   | Guan Jianhua/Jiao Zhimin – CHN                                                              |
| Damen Doppel      | 3.   | Qi Baoxiang/Tong Ling – CHN                                                                 |
| Mixed             | 1.   | Cai Zhenhua/Cao Yanhua – CHN                                                                |
| Mixed             | 2.   | Jindřich Panský/Marie Hrachová – TCH                                                        |
| Mixed             | 3.   | Chen Xinhua/Tong Ling – CHN                                                                 |
| Mixed             | 3.   | Fan Changmao/Jiao Zhimin – CHN                                                              |

## Medaillenspiegel
| Rang  | Land                | Gold | Silber | Bronze | Gesamt |
| ----- | ------------------- | ---- | ------ | ------ | ------ |
| 1     | Volksrepublik China | 6    | 4      | 9      | 19     |
| 2     | Schweden            | 1    | 1      | 0      | 2      |
| 3     | Tschechoslowakei    | 0    | 1      | 0      | 1      |
| 3     | Nordkorea           | 0    | 1      | 0      | 1      |
| 5     | Polen               | 0    | 0      | 1      | 1      |
| 5     | Südkorea            | 0    | 0      | 1      | 1      |
| 5     | Hongkong            | 0    | 0      | 1      | 1      |
| Total | Total               | 7    | 7      | 12     | 26     |